# Mitoxantron
Mitoxantron (INN, BAN, USAN; v Austrálii také známý jako mitozantron; obchodní název Novantrone) je antracenedionové antineoplastické činidlo.

## Použití
Mitoxantron se používá k léčbě určitých typů rakoviny, většinou akutní myeloidní leukémie. Zvyšuje míru přežití dětí trpících relapsem akutní lymfoblastické leukémie. V USA, kde je schválen k léčbě, se používá i při léčení roztroušené sklerózy. Dále se dodával do bývalého Sovětského svazu.
Mitoxantron je látka anthrachinonové struktury. Byl vyvinut v Synthesii Pardubice, držitelkou patentu je ing. Libuše Havlíčková, CSc.

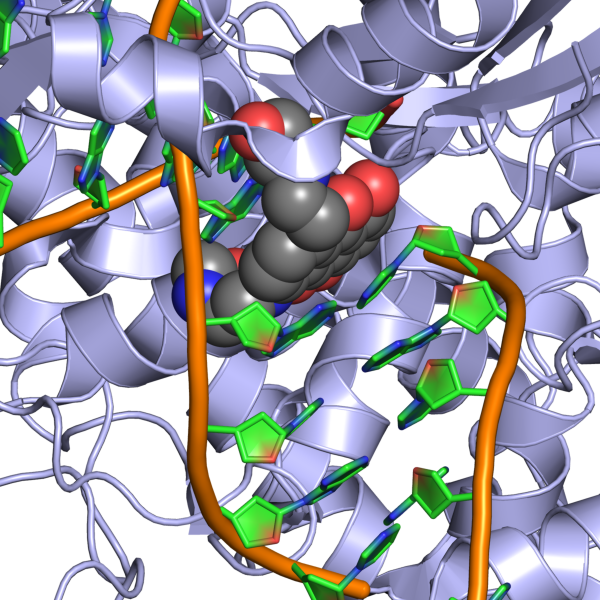
Lidská topoizomeráza II beta v komplexu s DNA a mitoxantronem. Vstup PDB 4g0v. Detail zobrazující mitoxantron (koule) interkalovaný s DNA.